# Данел Сінані
Данел Сінані (люксемб. Danel Sinani, нар. 5 квітня 1997, Белград) — люксембурзький футболіст сербського походження, нападник німецького клубу «Санкт-Паулі» та національної збірної Люксембургу.

## Клубна кар'єра
Народився 5 квітня 1997 року в місті Белград. Вихованець футбольної школи клубу «Расінг» (Люксембург). Дорослу футбольну кар'єру розпочав 2014 року в основній команді того ж клубу, в якій провів три сезони, взявши участь у 62 матчах чемпіонату.  Більшість часу, проведеного у складі люксембурзького «Расінга», був основним гравцем атакувальної ланки команди.
До складу клубу «Ф91 Дюделанж» приєднався 2017 року.

## Виступи за збірні
2015 року дебютував у складі юнацької збірної Люксембургу, взяв участь у 7 іграх на юнацькому рівні, відзначившись 2 забитими голами.
З 2015 року залучається до складу молодіжної збірної Люксембургу. На молодіжному рівні зіграв у 12 офіційних матчах, забив 2 голи.
2017 року дебютував в офіційних матчах у складі національної збірної Люксембургу.
| Дата       | Місто      | Господарі  | Результат | Гості      | Турнір                               | Голи | Примітки |
| ---------- | ---------- | ---------- | --------- | ---------- | ------------------------------------ | ---- | -------- |
| 3-9-2017   | Тулуза     | Франція    | 0 – 0     | Люксембург | Відбір до ЧС 2018                    | -    | 59' 65'  |
| 10-10-2017 | Люксембург | Люксембург | 1 – 1     | Болгарія   | Відбір до ЧС 2018                    | -    | 85'      |
| 9-11-2017  | Люксембург | Люксембург | 2 – 1     | Угорщина   | товариський матч                     | -    | 62'      |
| 22-3-2018  | Та-Калі    | Мальта     | 0 – 1     | Люксембург | товариський матч                     | -    | 77'      |
| 27-3-2018  | Люксембург | Люксембург | 0 – 4     | Австрія    | товариський матч                     | -    | 76'      |
| 5-6-2018   | Люксембург | Люксембург | 1 – 0     | Грузія     | товариський матч                     | -    | 58'      |
| 8-9-2018   | Люксембург | Люксембург | 4 – 0     | Молдова    | Ліга націй УЄФА 2018-2019 - 1-й етап | 1    |          |
| 11-9-2018  | Серравалле | Сан-Марино | 0 – 3     | Люксембург | Ліга націй УЄФА 2018-2019 - 1-й етап | 1    |          |
| 12-10-2018 | Мінськ     | Білорусь   | 1 – 0     | Люксембург | Ліга націй УЄФА 2018-2019 - 1-й етап | -    | 81'      |
| 15-10-2018 | Люксембург | Люксембург | 3 – 0     | Сан-Марино | Ліга націй УЄФА 2018-2019 - 1-й етап | 1    |          |
| 15-11-2018 | Люксембург | Люксембург | 0 – 2     | Білорусь   | Ліга націй УЄФА 2018-2019 - 1-й етап | -    |          |
| 18-11-2018 | Кишинів    | Молдова    | 1 – 1     | Люксембург | Ліга націй УЄФА 2018-2019 - 1-й етап | -    | 59'      |
| Усього     |            | Матчів     | 12        |            | Голів                                | 3    |          |

## Титули та досягнення
- Чемпіон Люксембургу (2):

«Ф91 Дюделанж»: 2018, 2019
- Володар Кубка Люксембургу (1):

«Ф91 Дюделанж»: 2019
- Найкращий бомбардир Чемпіонату Люксембургу (1):

«Ф91 Дюделанж»: 2020